# Ekaterina Voroncova (sciatrice)
Ekaterina Vladimirovna Voroncova, accreditata come Ekaterina Vorontsova dalla FIS (in russo Екатерина Владимировна Воронцова?; Iževsk, 28 gennaio 1983), è un'ex fondista russa.

## Biografia
In Coppa del Mondo ha esordito il 4 gennaio 2003 a Kavgolovo (31ª), ha ottenuto il primo podio il 23 novembre successivo a Beitostølen (3ª) e la prima vittoria il 7 febbraio 2004 a La Clusaz.
In carriera ha preso parte a un'edizione dei Campionati mondiali, Oberstdorf 2005 (17ª nella 30 km).

## Palmarès

### Mondiali juniores
- 3 medaglie:
  - 2 ori (15 km, staffetta a Sollefteå 2003)
  - 1 argento (5 km a Sollefteå 2003)

### Coppa del Mondo
- Miglior piazzamento in classifica generale: 22ª nel 2004
- 4 podi (tutti a squadre):
  - 1 vittoria
  - 1 secondo posto
  - 2 terzi posti

#### Coppa del Mondo - vittorie
| Data            | Località  | Nazione | Spec.                                                            |
| --------------- | --------- | ------- | ---------------------------------------------------------------- |
| 7 febbraio 2004 | La Clusaz | Francia | 4x5 km (con Larisa Kurkina, Lilija Vasil'eva e Ol'ga Zav'jalova) |